# Radik İsayev
Radik İsayev (Ujul, URSS, 26 de septiembre de 1989) es un deportista azerbaiyano que compite en taekwondo.
Participó en los Juegos Olímpicos de Río de Janeiro 2016, obteniendo una medalla de oro en la categoría de +80 kg. En los Juegos Europeos de Bakú 2015 consiguió una medalla de oro en la categoría de +80 kg.
Ganó dos medallas en el Campeonato Mundial de Taekwondo, oro en 2015 y bronce en 2013, y tres medallas en el Campeonato Europeo de Taekwondo entre los años 2014 y 2022.

## Palmarés internacional
| Juegos Olímpicos   | Juegos Olímpicos         | Juegos Olímpicos  | Juegos Olímpicos |
| Año                | Lugar                    | Medalla           | Categoría        |
| ------------------ | ------------------------ | ----------------- | ---------------- |
| 2016               | Río de Janeiro (Brasil)  | Medalla de oro    | +80 kg           |
| Campeonato Mundial |                          |                   |                  |
| Año                | Lugar                    | Medalla           | Categoría        |
| 2013               | Puebla (México)          | Medalla de bronce | –87 kg           |
| 2015               | Cheliábinsk (Rusia)      | Medalla de oro    | –87 kg           |
| Juegos Europeos    |                          |                   |                  |
| Año                | Lugar                    | Medalla           | Categoría        |
| 2015               | Bakú (Azerbaiyán)        | Medalla de oro    | +80 kg           |
| Campeonato Europeo |                          |                   |                  |
| Año                | Lugar                    | Medalla           | Categoría        |
| 2014               | Bakú (Azerbaiyán)        | Medalla de oro    | –87 kg           |
| 2018               | Kazán (Rusia)            | Medalla de oro    | +87 kg           |
| 2022               | Mánchester (Reino Unido) | Medalla de bronce | +87 kg           |